# جبلايا
جبلايا قرية في محافظة حمص.
تتبع ناحية شين وعدد سكانها حوالي 10000 نسمة